# Nemosiinae
Nemosiinae es una subfamilia propuesta de aves paseriformes de la familia Thraupidae que agrupa a cinco especies en cuatro géneros (tres de ellos monotípicos), nativas de América del Sur, cuyas áreas de distribución y hábitats diversos se encuentran entre el norte de Venezuela y el norte de Argentina.

## Taxonomía
Las especies en este grupo son algunos de los tráupidos más espectaculares, y possen algunos de los plumajes más sexualmente dicromáticos de todos. El grupo se compone de taxones aparentemente disparatados cuyas relaciones han desafiado a los ornitólogos por décadas. La falta de entendimiento de estas relaciones está reflejada en la proporción de géneros monotípicos dentro del grupo; sin embargo, hay aspectos comunes del plumaje. Tres especies: (Sericossypha albocristata, Compsothraupis loricata, y Nemosia rourei tienen la garganta roja; cuatro especies (S. albocristata, Cyanicterus cyanicterus, N. rourei, y Nemosia pileata) tienen plumaje azulado;  S. albocristata y algunos individuos de N.rourei ostentan corona blanca. Adicionalmente, la mayor parte de las especies andan en bandos de una única especie.
Previamente a los estudios genético-moleculares no se esperaba un parentesco cercano entre todas estas especies. La  filogenia molecular de Barker et al. (2013) encontró fuerte soporte para la monofilia de este grupo, y posteriormente la filogenia de Burns et al. (2014) también comprobó la robustez de este grupo, demostrando que S. albocristata y C. loricata son especies hermanas, que este par es cercano a C. cyanicterus, y que el clado formado por estas es pariente cercano a Nemosia. Para denominar al grupo como subfamilia, estos autores propusieron la resurrección del taxón superior Nemosiinae, creado por Charles Lucien Bonaparte en 1854 bajo el nombre de Nemosieae, con Nemosia como el género tipo.

## Géneros
Según el ordenamiento propuesto, la presente subfamilia agrupa a los siguientes géneros:
- Nemosia
- Cyanicterus
- Compsothraupis
- Sericossypha